# Schwerelos (Album)
Schwerelos ist das 12. Studioalbum der deutschen Schlagersängerin Andrea Berg und wurde am 22. Oktober 2010 in Deutschland und kurz darauf auch in Österreich und der Schweiz veröffentlicht.

## Hintergründe
Im Frühjahr 2010 gaben Andrea Berg und ihr langjähriger Musikproduzent Eugen Römer das vorläufige Ende ihrer Zusammenarbeit bekannt. Nach Angaben von Römer hatte er gesundheitliche Probleme und beschloss, die Arbeit mit Berg auf unbestimmte Zeit auf Eis zu legen. Auf Anfrage ihres Plattenlabels wurde als Produzent für das Album Dieter Bohlen gewählt. Zunächst war Andrea Berg skeptisch über diese Wahl, traf sich aber auf Anraten ihres Mannes mit Bohlen auf Mallorca. Überzeugen ließ sich die Sängerin von dem Lied Ich liebe Dich, das von Bohlen geschrieben wurde und das er ihr bei dem Treffen präsentierte: als ich das gehört hatte, dachte ich mir: „Wer so einen Song komponieren kann und solche Texte schreibt, der hat genau die Emotionalität, die ich brauche.“ Der Wechsel zu Bohlen habe zwar ihren Stil ein klein wenig radikalisiert, aber Schwerelos sei immer noch eine typische Andrea-Berg-Platte. Bohlen komponierte die Titel und versah sie mit einigen wenigen Textfragmenten, auf deren Grundlage Berg die endgültigen Texte zu den Liedern schrieb. Mit dem Titel Ich liebe das Leben veröffentlichte sie eine Coverversion des Schlagers von Vicky Leandros. Endlich du widmete Berg erstmals ein Lied ihrem Ehemann.

## Kritiken
Der Radiosender SWR 4 kürte das Album zur CD der Woche und hebt hervor, dass es nicht wie befürchtet nach Dieter Bohlen klinge. Es sei Bohlen gelungen, die Musik Bergs zu „entmystifizieren“, das Album sei „melodiöser und damit auch etwas eingängiger“ und trotzdem sei Berg auf dem Album „so authentisch und ehrlich, wie sie von ihren Millionen Fans verehrt wird“.

## Titelliste
| #  | Titel                                                           | Autor(en)                                | Produzent(en)                  | Länge |
| -- | --------------------------------------------------------------- | ---------------------------------------- | ------------------------------ | ----- |
| 1  | Du kannst noch nicht mal richtig lügen                          | Dieter Bohlen, Andrea Berg, Oliver Lukas | Dieter Bohlen                  | 3:42  |
| 2  | Ich liebe das Leben                                             | Klaus Munro, Leo Leandros                | Erich Öxler, Stefan Pössnicker | 3:48  |
| 3  | Schwerelos                                                      | Dieter Bohlen, Andrea Berg               | Dieter Bohlen                  | 3:29  |
| 4  | Ich werde wieder tanzen geh’n                                   | Dieter Bohlen, Bernd Meinunger           | Dieter Bohlen                  | 3:57  |
| 5  | Zum Teufel mit der Einsamkeit                                   | Dieter Bohlen, Andrea Berg               | Dieter Bohlen                  | 3:29  |
| 6  | Ich liebe dich                                                  | Dieter Bohlen                            | Dieter Bohlen                  | 3:37  |
| 7  | Sag mir doch                                                    | Dieter Bohlen, Andrea Berg               | Dieter Bohlen                  | 3:38  |
| 8  | Endlich Du                                                      | Dieter Bohlen, Andrea Berg               | Dieter Bohlen                  | 3:15  |
| 9  | Schenk mir einen Stern                                          | Dieter Bohlen, Andrea Berg               | Dieter Bohlen                  | 3:41  |
| 10 | Nein!                                                           | Dieter Bohlen, Andrea Berg               | Dieter Bohlen                  | 4:04  |
| 11 | Halt mein Herz in der Hand                                      | Dieter Bohlen, Andrea Berg               | Dieter Bohlen                  | 3:48  |
| 12 | Ich halt die Erde an                                            | Andreas Bärtels                          | Dieter Bohlen                  | 4:01  |
| 13 | Wer einmal lügt                                                 | Dieter Bohlen, Andrea Berg               | Dieter Bohlen                  | 3:31  |
| 14 | Diese Träne                                                     | Dieter Bohlen, Andrea Berg, Oliver Lukas | Dieter Bohlen                  | 4:15  |
|    | Tour-Edition CD/DVD 1                                           |                                          | Dieter Bohlen                  |       |
| 1  | Zum Teufel mit der Einsamkeit                                   | Dieter Bohlen, Andrea Berg               | Dieter Bohlen                  | 3:29  |
| 2  | Ich liebe dich                                                  | Dieter Bohlen                            | Dieter Bohlen                  | 3:37  |
| 3  | Sag mir doch                                                    | Dieter Bohlen, Andrea Berg               | Dieter Bohlen                  | 3:38  |
| 4  | Endlich Du                                                      | Dieter Bohlen, Andrea Berg               | Dieter Bohlen                  | 3:15  |
| 5  | Schenk mir einen Stern                                          | Dieter Bohlen, Andrea Berg               | Dieter Bohlen                  | 3:41  |
| 6  | Nein!                                                           | Dieter Bohlen, Andrea Berg               | Dieter Bohlen                  | 4:04  |
| 7  | Halt mein Herz in der Hand                                      | Dieter Bohlen, Andrea Berg               | Dieter Bohlen                  | 3:48  |
| 8  | Ich halt die Erde an                                            | Andreas Bärtels                          | Dieter Bohlen                  | 4:01  |
| 9  | Wer einmal lügt                                                 | Dieter Bohlen, Andrea Berg               | Dieter Bohlen                  | 3:31  |
| 10 | Diese Träne                                                     | Dieter Bohlen, Andrea Berg, Oliver Lukas | Dieter Bohlen                  | 4:13  |
| 11 | Seemann, Deine Heimat ist das Meer                              | Werner Scharfenberger, Fini Busch        | Erich Öxler, Stefan Pössnicker | 3:49  |
| 12 | Mein Prinz                                                      | Erich Öxler, Stefan Pössnicker           | Erich Öxler, Stefan Pössnicker | 3:05  |
| 13 | Ich hab Dich im Gefühl                                          | Thomas Rosenfeld                         | Dieter Bohlen                  | 3:33  |
| 14 | Schwerelos-Hitmix                                               |                                          |                                | 4:36  |
| 15 | Du kannst noch nicht mal richtig lügen (Hüttenmix)              | Dieter Bohlen, Andrea Berg, Oliver Lukas | Dieter Bohlen                  | 3:30  |
| 16 | Ich liebe das Leben (Tanzcafé-Mix)                              | Klaus Munro, Leo Leandros                | Erich Öxler, Stefan Pössnicker | 3:48  |
| 17 | Du kannst noch nicht mal richtig lügen                          | Dieter Bohlen, Andrea Berg, Oliver Lukas | Dieter Bohlen                  | 3:42  |
| 18 | Ich liebe das Leben                                             | Klaus Munro, Leo Leandros                | Erich Öxler, Stefan Pössnicker | 3:48  |
| 18 | Schwerelos                                                      | Dieter Bohlen, Andrea Berg               | Dieter Bohlen                  | 3:29  |
| 19 | Ich werde wieder tanzen geh’n                                   | Dieter Bohlen, Bernd Meinunger           | Dieter Bohlen                  | 3:57  |
|    | CD/DVD 2                                                        |                                          |                                |       |
| 20 | Music Was My First Love (Live-Videoclip) (Sommer Open Air 2010) |                                          |                                | 0:00  |
| 21 | Tausend und eine Nacht (Tour 2011)                              |                                          |                                | 0:00  |

## Kommerzieller Erfolg

### Chartplatzierungen
Mit 17 Wochen ist es das Album, welches am längsten in ihrer bisherigen Karriere in den Top Ten der deutschen Albumcharts vertreten war.
| ChartsChartplatzierungen | Höchstplatzierung | Wochen |
| ------------------------ | ----------------- | ------ |
| Deutschland (GfK)        | 1 (82 Wo.)        | 82     |
| Österreich (Ö3)          | 1 (83 Wo.)        | 83     |
| Schweiz (IFPI)           | 9 (36 Wo.)        | 36     |

| ChartsJahrescharts (2010) | Platzierung |
| ------------------------- | ----------- |
| Deutschland (GfK)         | 10          |
| Österreich (Ö3)           | 8           |

| ChartsJahrescharts (2011) | Platzierung |
| ------------------------- | ----------- |
| Deutschland (GfK)         | 15          |
| Schweiz (IFPI)            | 76          |

### Auszeichnungen für Musikverkäufe
Den Plattenauszeichnungen zufolge hat sich das Album bis heute über eine Million Mal verkauft.
| Land/Region        | Auszeichnungen für Musikverkäufe (Land/Region, Auszeichnung, Verkäufe) | Verkäufe  |
| ------------------ | ---------------------------------------------------------------------- | --------- |
| Deutschland (BVMI) | 5× Platin                                                              | 1.000.000 |
| Österreich (IFPI)  | 3× Platin                                                              | 60.000    |
| Schweiz (IFPI)     | Gold                                                                   | 15.000    |
| Insgesamt          | 1× Gold · 8× Platin ·                                                  | 1.075.000 |